# سعيد الكاس
سعيد الكاس، من مواليد 20 فبراير 1976، لاعب كرة قدم إماراتي.
و قد كان يلعب مع نادي دبا الحصن قبل أن ينتقل إلى نادي الشارقة. وهو يلعب مع منتخب الإمارات لكرة القدم.
ساعد سعيد الكاس نادي الشارقة على التأهل للدور ربع النهائي من بطولة دوري أبطال آسيا 2004 بعد تسجيله لهدف في مرمى كل من نادي الشرطة العراقي والأهلي السعودي في مرحلة المجموعات. في الدوري الإماراتي الدرجة الأولى 2006 / 2007 سجل سعيد الكاس 15 هدفاً ليكون رابع الهدافين في تلك الدورة.
وقد انتقل إلى نادي نادي الوصل في يناير 2009.
شارك في كأس آسيا 2007، وفي كأس آسيا 2011.

## كأس آسيا 2007
و قد سجل هدف في مرمى منتخب اليابان لكرة القدم، وقد سجل هدف في مرمى منتخب قطر لكرة القدم.

## روابط خارجية
- سعيد الكاس على موقع قاعدة بيانات كرة القدم.إي يو (الإنجليزية)
- سعيد الكاس على موقع ناشيونال فوتبول تيمز (الإنجليزية)
- سعيد الكاس على موقع كووورة